# هيروشي آبي
هيروشي آبي (باليابانية: 阿部 寛) مواليد 22 يونيو 1964 في كاناغاوا، يوكوهاما، اليابان، هو ممثل ياباني بدأ مسيرته الفنية عام 1987.

## اعماله

### افلام
- مستمر بالمشي (2008)
- معجزة (2011)

## جوائز
- أفضل ممثل لمهرجان الدراما الدولي في طوكيو 2016

## وصلات خارجية
- هيروشي آبي على موقع IMDb (الإنجليزية)
- هيروشي آبي على موقع روتن توميتوز (الإنجليزية)
- هيروشي آبي على موقع ألو سيني (الفرنسية)
- هيروشي آبي على موقع تيرنر كلاسيك موفيز (الإنجليزية)
- هيروشي آبي على موقع أول موفي (الإنجليزية)
- هيروشي آبي على موقع قاعدة بيانات الأفلام السويدية (السويدية)
- هيروشي آبي على موقع ديسكوغز (الإنجليزية)
- هيروشي آبي على موقع قاعدة بيانات الفيلم (الإنجليزية)
- هيروشي آبي على موقع كينوبويسك (الروسية)
- هيروشي آبي على موقع ANN person (الإنجليزية)